# Port lotniczy Bulawayo
Port lotniczy Bulawayo (IATA: BUQ, ICAO: FVBQ) – międzynarodowy port lotniczy położony w Bulawayo, w Zimbabwe.

## Linie lotnicze i połączenia
| Linia Lotnicza     | Kierunek                                    |
| ------------------ | ------------------------------------------- |
| Air Zimbabwe       | 1. Harare 2. Johannesburg 3. Victoria Falls |
| Airlink            | 1. Kapsztad 2. Johannesburg                 |
| Ethiopian Airlines | 1. Addis Abeba                              |
| Fastjet Zimbabwe   | 1. Harare 2. Johannesburg                   |